# Minuto de silêncio

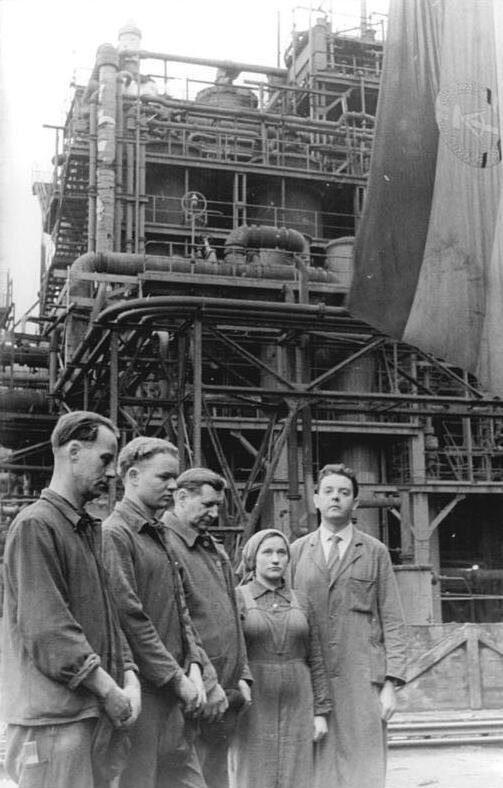
Trabalhadores da Leuna-Werke em minuto de silêncio pelos 123 mineiros do desastre da mina Zwickau Karl-Marx.

Minuto de silêncio é a expressão para um período de contemplação, oração, reflexão ou meditação silenciosa. Similar ao ato da bandeira em meio mastro, o minuto de silêncio é também um gesto de respeito, em especial no luto com aqueles que morreram recentemente ou como parte de um evento histórico trágico.

## Origem
A versão mais difundida sobre a origem do gesto é que ele tenha ocorrido pela primeira vez em Portugal, quando o Parlamento português recebeu a notícia do falecimento do diplomata brasileiro Barão do Rio Branco em 10 de fevereiro de 1912, mantendo-se em silêncio por 10 minutos. 
Outra versão conhecida é que a ideia do minuto de silêncio foi concebida pelo jornalista australiano Edward George Honey em um artigo no jornal londrino The Evening News, onde em 17 de novembro de 1919 o rei George V do Reino Unido proclamou que na 11.a hora do 11.o dia do 11.o mês, todas as atividades deveriam ser interrompidas por 2 minutos em reverência à memória dos mortos na Primeira Guerra Mundial, ficando a data conhecida como Dia do Armistício.

## Esportes

### Futebol
O minuto de silêncio tem sido adotado antes do início de partidas de futebol para homenagear personalidades relevantes no mundo do esporte (como Pelé, Zagallo, Ayrton Senna, Telê Santana e outros) e também de outras áreas que fizeram história, tais como Silvio Santos, e também pelas vítimas da COVID-19 no Brasil e no mundo. Geralmente, é o órgão máximo que comanda o futebol (no Brasil, a Confederação Brasileira de Futebol - CBF) quem determina que todas as partidas de certa rodada de uma competição tenham 1 minuto de silêncio antes de a bola rolar, em respeito ao luto por alguém importante. Não se tem notícia sobre punições para os clubes ou árbitros que ignorarem o minuto de silêncio nas partidas de futebol, tampouco para as torcidas que não respeitarem. 